# Michel Petrucciani
Michel Petrucciani (Orange, 28 de dezembro de 1962 - Nova York, 6 de janeiro de 1999) foi um pianista francês, um dos mais brilhantes do jazz.

## Biografia
Seu avô era italiano de Nápoles. Seu pai, Antoine Petrucciani, mais conhecido como Tony Petrucciani, foi um renomado guitarrista de jazz  e seu professor de música, tendo posteriormente colaborado em vários dos seus álbuns. 
Durante as décadas de 1960 e de 1970, a família Petrucciani viveu na região de Orange e em Montélimar, onde  Antoine Petrucciani instalou uma loja de artigos musicais.
Michel Petrucciani, desde o seu nascimento, deficiente físico, em  decorrência de uma forma severa de  osteogênese imperfeita - a "doença dos ossos de vidro" ou "ossos de cristal". Além da fragilidade dos ossos, a doença também afetou seu crescimento. Sua estatura era de menos de um metro, e seus ossos podiam se quebrar até mesmo pelo esforço de tocar piano. Como não podia frequentar a escola, tinha aulas em casa, com professores particulares. Mais tarde fez cursos por correspondência. Seu pai fabricou para ele um dispositivo para elevar os pedais do piano e assim, desde os quatro anos, Michel estudou piano e bateria, dedicando-se inicialmente à música clássica e depois, ao jazz. Seus dois irmãos também são músicos: Louis é contrabaixista, e Philippe é guitarrista.
Michel exibiu-se em público pela primeira vez aos 13 anos, acompanhando o trompetista americano Clark Terry. Aos 15 anos, começou sua carreira profissional, tocando com o baterista e vibrafonista Kenny Clarke, com quem gravou seu primeiro álbum, em Paris.
Depois de um tour pela França, com o saxofonista Lee Konitz, em 1981, transferiu-se para Big Sur, na Califórnia, onde foi descoberto pelo saxofonista Charles Lloyd, que o fez membro do seu quarteto durante três anos.
Seu extraordinário talento musical e suas qualidades humanas lhe permitiram trabalhar com músicos do calibre de  Dizzy Gillespie, Jim Hall, Wayne Shorter, Palle Daniellson, Eliot Zigmund, Eddie Gómez e Steve Gadd.
Entre os numerosos prêmios que recebeu ao longo de sua breve carreira, destacam-se o  Django Reinhardt Award. Foi também indicado como  "melhor músico de jazz europeu", pelo  Ministério da Cultura da Itália.
Michel teve quatro companheiras oficiais:
- Erlinda Montaño, uma americana descendente de índios navajos, que o introduziu no meio musical dos Estados Unidos (divórcio por volta de 1988);
- Eugenia Morrison;
- Marie-Laure Roperch, uma canadense com quem viveu a partir de 1990, e com quem teve um filho, Alexandre, atingido pela mesma doença do  pai.[2] Ele também tinha um filho adotivo, Rachid Roperch;[3][4][5]
- Gilda Buttà, uma pianista italiana, de quem se divorciou três meses depois do casamento;
- Isabelle Mailé, que o acompanhou nos seus últimos dias de vida, até sua morte, em decorrência de graves complicações pulmonares, no hospital Beth Israel, em Nova York.

Em  2011, o inglês Michael Radford dedicou-lhe o documentário Michel Petrucciani - Body & Soul. 

## Discografia
- 1980 - Flash
- 1981 - Michel Petrucciani
- 1981 - Michel Petrucciani Trio
- 1981 - Date with Time
- 1982 - Estate
- 1982 - Toot Sweet con Lee Konitz
- 1982 - Oracle's Destiny
- 1983 - 100 Hearts
- 1984 - Note'n Notes
- 1984 - Live at the Village Vanguard
- 1984 - Live at the Village Vanguard, Vol. 2
- 1985 - Cold Blues
- 1985 - Pianism
- 1986 - Power of Three (con Wayne Shorter e Jim Hall)
- 1988 - Michel plays Petrucciani
- 1989 - Music
- 1989 - The Manhattan Project (con Stanley Clarke, Chick Corea e Wayne Shorter)
- 1991 - Playground
- 1991 - Live
- 1993 - Promenade with Duke
- 1994 - Night In Paris
- 1994 - Marvellous
- 1994 - Conference De Presse (duetto live a Parigi con Eddy Louiss, organo Hammond)
- 1995 - Flamingo (con Stéphane Grappelli)
- 1996 - Darn that Dream
- 1997 - Au Theatre Des Champs-Elysees
- 1998 - Both Worlds
- 1999 - Solo Live
- 1999 - Trio in Tokyo
- 1999 - Concerts Inédits Dreyfus
- 2000 - Night In ParisConversations with Michel
- 2000 - Bob Malach & Michel Petrucciani
- 2001 - Conversation
- 2003 - Dreyfus Night in Paris (live con Marcus Miller)
- The Years (1981-1985)